# Keokradong
Le Keokradong ou Keokaradong est un sommet du Bangladesh dont l'altitude, sujette à débat, serait de 986 mètres d'altitude d'après une mesure GPS précise à trois mètres. Avec une altitude officielle donnée à 1 230 mètres, il constituerait le point culminant du Bangladesh ; toutefois, s'il s'agit vraisemblablement du plus haut sommet situé entièrement au Bangladesh, cette altitude paraît improbable et quatre autres sommets sur la frontière avec la Birmanie seraient plus élevés, dont le Mowdok Mual à 1 052 mètres d'altitude,,.

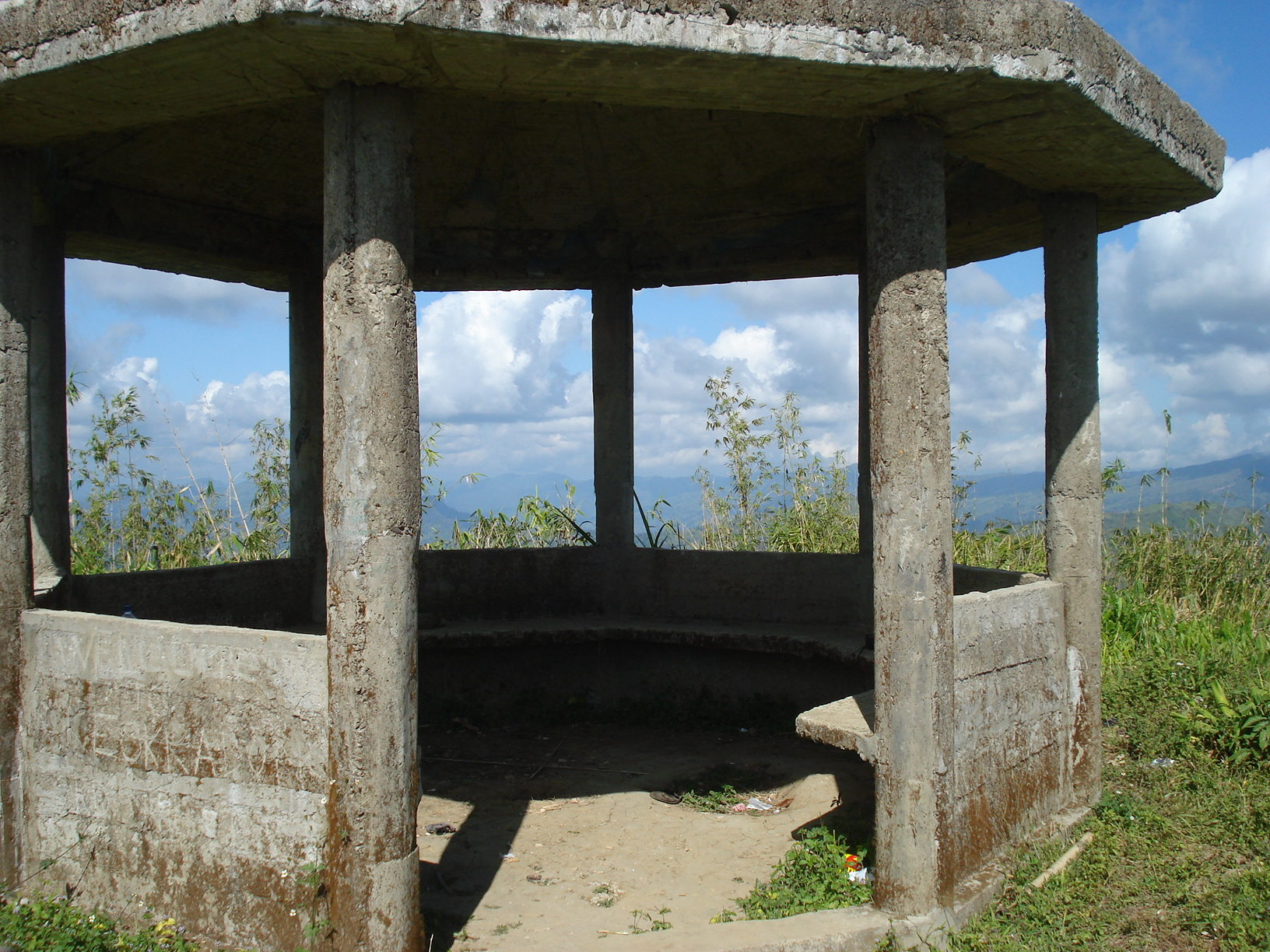
Guérite au sommet du Keokradong.

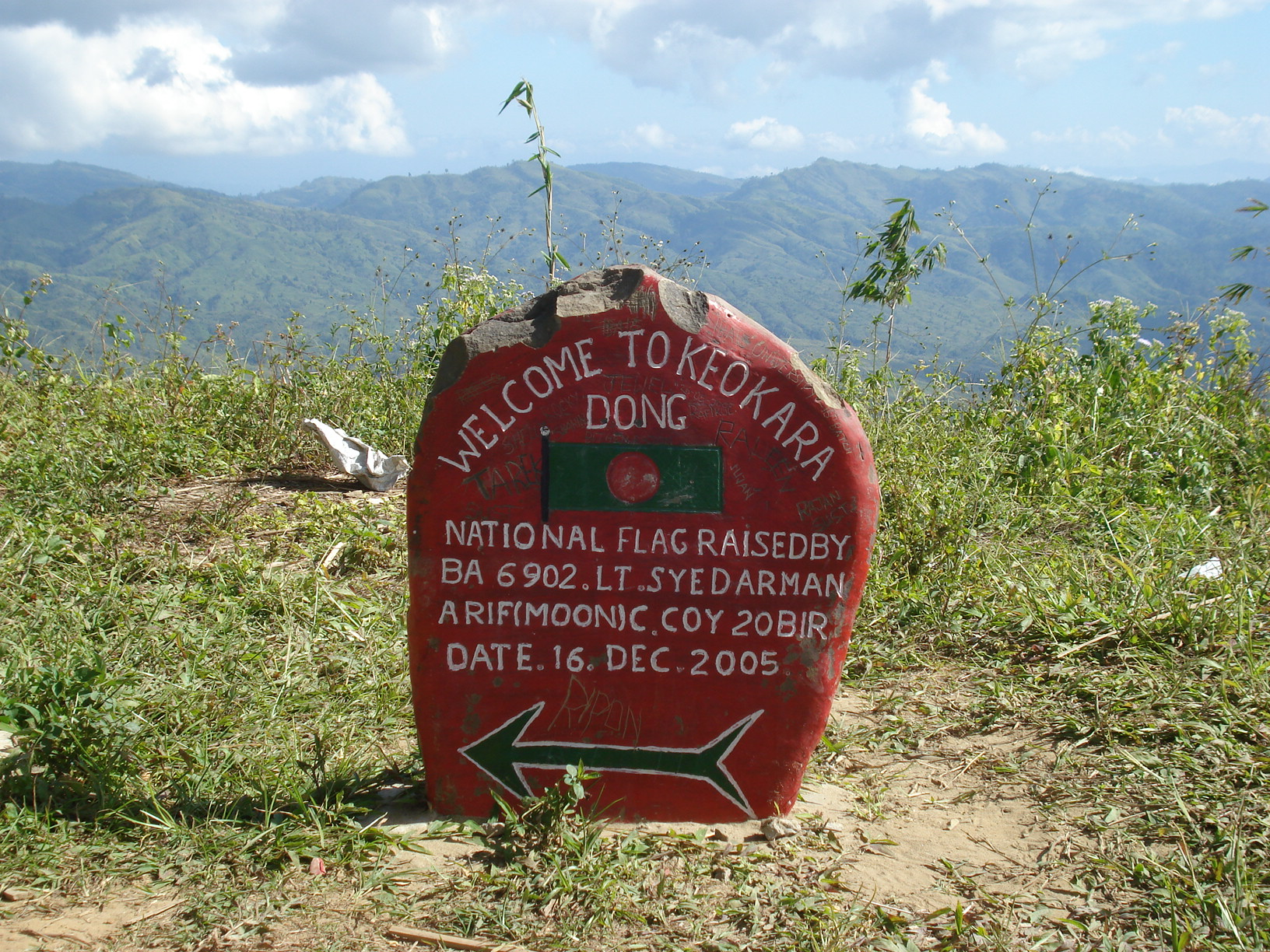
Borne à proximité du sommet.

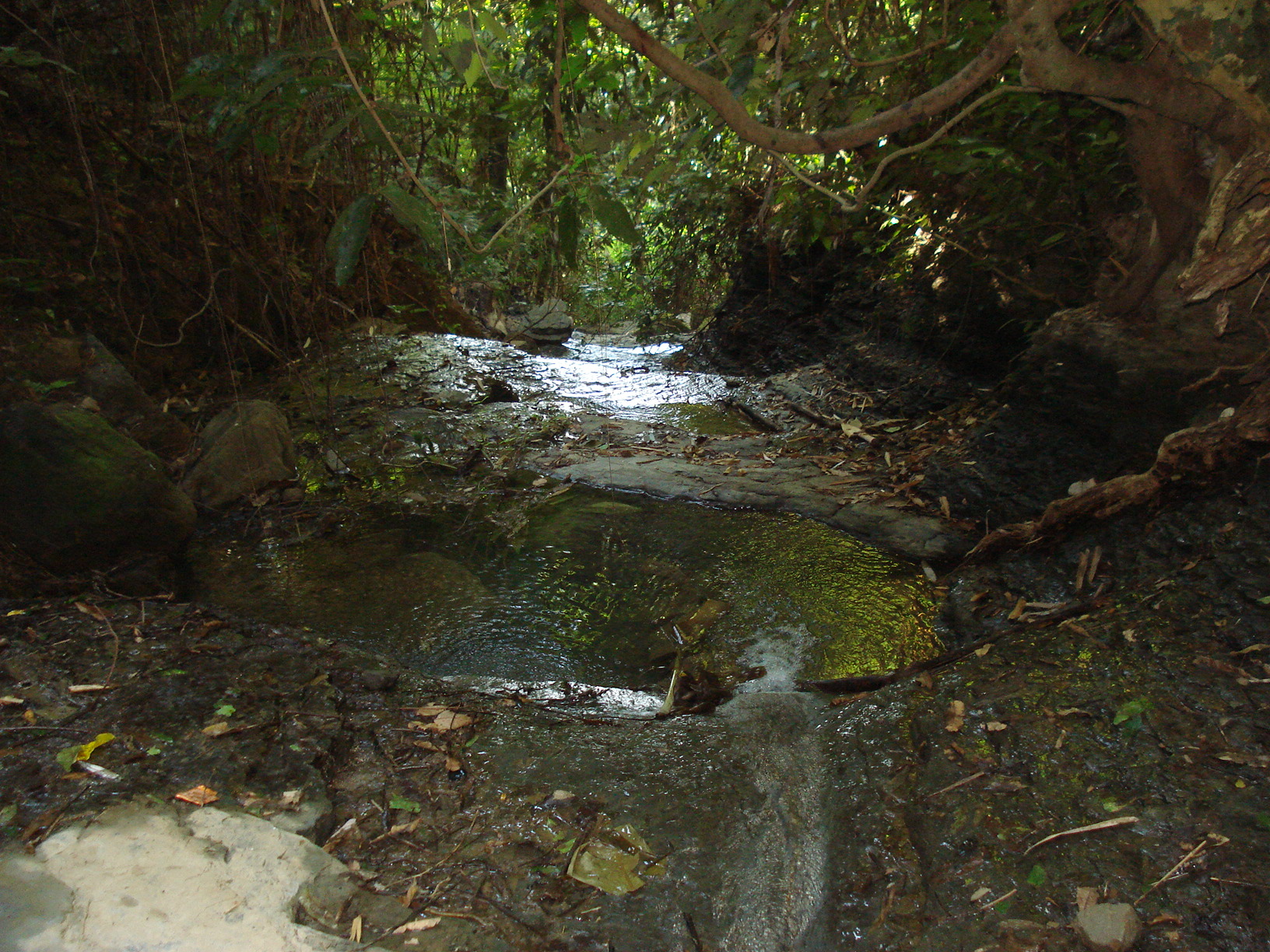
Vue d'un petit ruisseau sur les pentes du Keokradong.